# Sisters (dramaserie)
Sisters is een Amerikaanse dramaserie die op de Amerikaanse televisie werd uitgezonden van 1991 tot 1996.

## Rolverdeling
| Acteur            | Personage                                        |
| ----------------- | ------------------------------------------------ |
| Patricia Kalember | Georgiana 'Georgie' Reed Whitsig                 |
| Julianne Phillips | Francesca 'Frankie' Reed Margolis                |
| Sela Ward         | Theodora 'Teddy' Reed Margolis Falconer Sorenson |
| Swoosie Kurtz     | Alexandra 'Alex' Reed Halsey Barker              |
| Elizabeth Hoffman | Beatrice Trevi Reed Ventor                       |
| Jo Anderson       | Dr Charlotte "Charley" Bennett (seizoen 4 en 5)  |
| Shelia Kelley     | Dr Charlotte "Charley" Bennett (seizoen 6)       |
| Ashley Judd       | Reed Halsey                                      |
| George Clooney    | Detective James Falconer                         |
| Mark Frankel      | Simon Bolt                                       |
| Peter White       | Dr. Thomas Alton Reed                            |
| Duane Davis       | McKinley                                         |
| Joe Flanigan      | Brian Cordovas                                   |
| Stacy Arnell      | Janet                                            |
| Jill Boyd         | Little Frankie                                   |
| Paul Rudd         | Kirby Philby                                     |
| Josh Lozoff       | Teenage Mitch                                    |